# BattleLore (brädspel)
BattleLore är ett amerikanskt brädspel för två, designat av Richard Borg och publicerat av Days of Wonder. Spelet baseras på samma regelmekanik som i Battle Cry, Memoir '44 och Commands & Colors: Ancients, men med ett fantasy-tema. Det förhandsvisades vid den tyska spelmässan Spiel 2006 i Essen, Tyskland, och släpptes till handeln 30 november 2006.
Varje spelomgång i BattleLore är fördefinierad hur spelplanen och arméerna ska sättas upp. I och med utbyggnaden Call to Arms har spelarna större kontroll på uppsättningen inför varje scenario. Den officiella webbplatsen för spelet tillhandahåller en tjänst för att bygga egna scenarion.